# Ectropis dentilineata
Ectropis dentilineata là một loài bướm đêm trong họ Geometridae.